# Pär Edlund
Pär Edlund, född 9 april 1967 i Nynäshamn, är en svensk före detta ishockeyspelare som senast spelade för Frölunda HC i Elitserien.
Edlund inledde sin professionella karriär i Sveriges U18-landslag under säsongen 1984/1985 med vilka han gjorde fem mål på fem matcher. Edlund draftades i den andra omgången, 30:e totalt, av Los Angeles Kings i NHL Entry Draft 1985. Klubbvalet föll på IF Björklöven i Elitserien, med vilka han kom att spela för under fem säsonger. Under denna tid spelade Edlund även för U20-landslaget där han gjorde 13 poäng på 14 matcher.
Inför säsongen 1990/1991 bytte Edlund klubbaddress till Elitseriekonkurrenten Frölunda HC, där han stannade karriären ut. Totalt blev det 498 matcher, 96 mål och 168 poäng i Frölundatröjan.
Efter att Edlund avslutade sin spelarkarriär har han varit fystränare i Frölunda, och är inne på sitt 21:e år säsongen 2019/2020.